# Polyrhachis geometrica
Polyrhachis geometrica é uma espécie de formiga do gênero Polyrhachis, pertencente à subfamília Formicinae.